# Eugenia de Beauharnais
Eugenia (Eugénie) de Beauharnais, księżniczka von Leuchtenberg (ur. 22 grudnia 1808 w Mediolanie, zm. 1 września 1847 w Freudenstadt) – ostatnia księżna Hohenzollern-Hechingen. Niemiecko-francuska arystokratka wniosła jako córka pasierba cesarza Francuzów Napoleona Bonaparte znaczne bogactwo do małego księstwa. Jako małżonka następcy tronu i późniejszego księcia Konstantyna von Hohenzollern-Hechingen znana ze swej działalności charytatywnej, pobożności i bliskości z ludem. Przez liczne fundacje wspierała kościoły, domy dziecka, szpitale i domy starców. Pod rządami książęcej pary Hechingen przeżywało rozkwit kulturalny.

## Pochodzenie

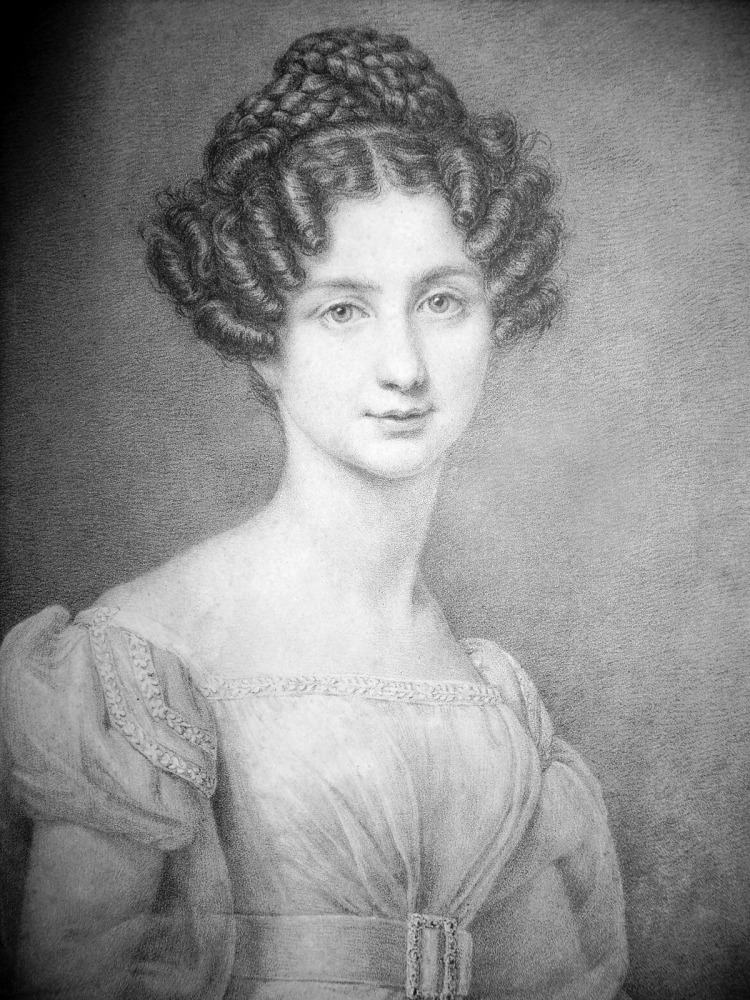
Eugenia za młodu

### Rodzice
Eugenia Hortensja Augusta Napoleona księżniczka von Leuchtenberg była córką Eugeniusza de Beauharnais, księcia von Leuchtenberg i księcia von Eichstätt (1781-1824), oraz księżniczki bawarskiej Augusty Amalii Wittelsbach (1788-1851). Ojciec Eugenii był przybranym i adoptowanym synem Napoleona I. Po uzyskaniu tytułów francuskiego księcia i wicekróla Włoch ożenił się w 1806 z księżniczką Augustą Amalią, córką bawarskiego króla Maksymiliana I Józefa.

### Rodzeństwo
- Józefina (ur. 14 marca 1807, zm. 7 czerwca 1876), od 1823 małżonka szwedzkiego króla Oskara I
- Amalia (ur. 31 lipca 1812, zm. 26 stycznia 1873), od 1829 druga małżonka cesarza Brazylii Piotra I
- Teodolinda (ur. 13 kwietnia 1814, zm. 1 kwietnia 1857), od 1841 małżonka hrabiego Wilhelma Wirtemberskiego-Urach
- Karolina Klotylda (ur. 15 stycznia 1816, zm. 25 stycznia 1816)
- August de Beauharnais, książę von Leuchtenberg (ur. 9 grudnia 1810, zm. 18 marca 1835)
- Maksymilian de Beauharnais, książę von Leuchtenberg (ur. 2 października 1817, zm. 1 listopada 1852), od 14 lipca 1839 małżonek wielkiej księżnej Marii Romanowej, przy czym otrzymał tytuł „Cesarska Wysokość“ i rangę rosyjskiego generał-majora

## Dzieciństwo i młodość

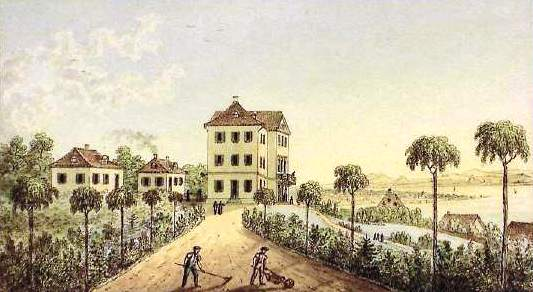
Zamek Eugensberg w 1850 r.

Eugenia dorastała w pałacu Leuchtenberg w Monachium, w zamku Ismaning i w rezydencji Eichstätt, a miesiące letnie spędzała często ze swymi rodzicami w wybudowanym przez jej ojca zamku Eugensberg nad jeziorem Bodeńskim. Jej wychowanie było bardzo katolickie. Każdego ranka po przywitaniu z rodzicami udawała się na poranną mszę. Lekcji religii udzielał jej w Monachium kapelan dworski Hauber, który przygotowywał ją też do pierwszej komunii. Otoczenie miała w każdym względzie książęce. Markiz de la Moussay pisał w roku 1822: Le prince Eugène Beauharnais étale à Munich un luxe supérieur à celui de la cour (tł. Książę Eugeniusz Beauharnais otacza się w Monachium większym luksusem niż dwór). Monachijski pałac został wybudowany przez bawarską gwiazdę architektury Leona von Klenze za ponad dwa miliony guldenów. Po śmierci ojca w 1824 r. Eugenia odziedziczyła zamek Eugensberg.

## Życie w Hechingen

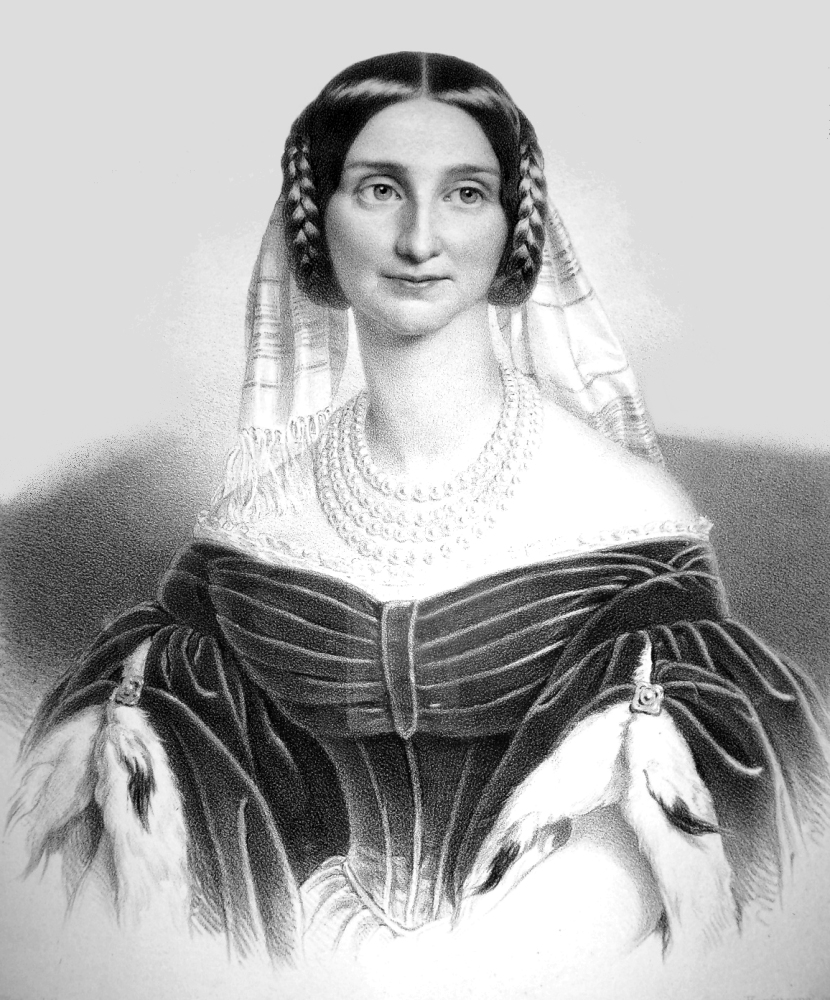
Eugenia jako matrona

### Małżeństwo z Konstantynem
22 maja 1826 r. miał miejsce ślub z będącym również katolikiem, następcą tronu Konstantynem, w katedrze w Eichstätt. Przed ślubem para ledwie się znała, co nie było wtedy niczym niezwykłym w kręgach arystokratycznych. Do Hechingen wzięła Eugenia dworzanina z Leuchtenbergu Gustawa von Billinga jako doradcę finansowego, który miał troszczyć się w imieniu jej matki o jej wysoki posag i który szybko zdobył zaufanie Konstantyna jako doradca. Do 1833 r. mieszkali małżonkowie na zamku Lindich, rezydencji księstwa Hohenzollern-Hechingen w pobliżu Hechingen. Latem spędzali wiele miesięcy na zamku Eugensberg, pielęgnując tam kontakty z jej ciotką Hortensją i z jej kuzynem Ludwikiem Napoleonem, późniejszym Napoleonem III. W Hechingen Eugenia odwiedzała często biednych i chorych, pisała wiele listów, czytała religijne książki, grała na pianinie i haftowała.

### Villa Eugenia

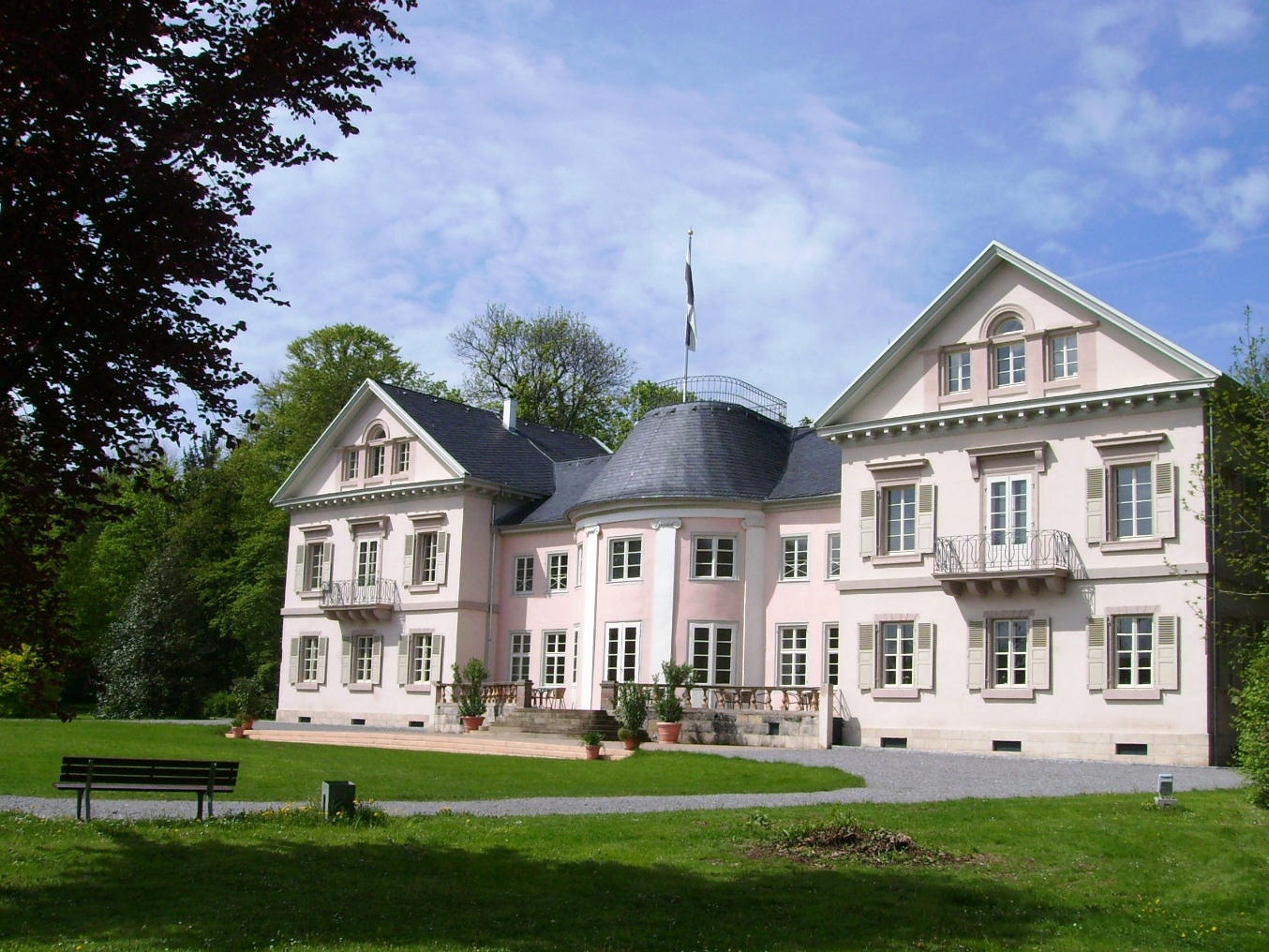
Villa Eugenia

Eugenia bardzo lubiła zabawę; sama zabiła jelenia na polowaniu ze swoim małżonkiem w roku 1831. Para wiele razy podróżowała do Monachium, nad jezioro Bodeńskie, do zamku Eugensburg lub do letniej siedziby bawarskiego króla w Tegernsee. W 1833 r. rozpoczęli wielką włoską podróż, która trwała około półtora roku i prowadziła aż na Sycylię.
Eugenia sprzedała zamek Eugensberg za 32 000 guldenów Heinrichowi von Kiesow z Augsburga. Ze środków uzyskanych ze sprzedaży sfinansowała przebudowę willi Eugenia w Hechingen, do której para wprowadziła się w 1834 r. Księżna nabyła położoną na południowych obrzeżach parku gospodę Zur Silberburg i przebudowała ją w 1844 r. na willę, która jednocześnie mogła służyć jako dom gościnny dla wysoko urodzonych krewnych. Przylegający ogród został również wykupiony i zamieniony na ogród angielski, dzisiaj nazywany ogrodem książęcym.
Gośćmi pary książęcej w Hechingen były sławne osobistości: kuzyn Eugenii cesarz Napoleon III, Hector Berlioz i Ferenc Liszt, który spędził w Hechingen wiele miesięcy i był podejmowany w zamku Lindich. Kapela dworska pod kierownictwem Thomasa Täglichsbecka cieszyła się dobrą sławą. Na niedzielne koncerty w willi Eugenia, w których uczestniczyli Konstantyn i Eugenia byli od 1843 r. zapraszani członkowie towarzystw muzealnego i muzycznego. Konstantyn sam komponował i śpiewał. Eugenia śpiewała w chórze w spektaklach takich jak oratorium Siedem ostatnich słów Zbawiciela na Krzyżu Josepha Haydna w Wielki Piątek roku 1830 w kolegiacie w Hechingen.
Konstantyn miał liczne romanse pozamałżeńskie. Eugenia była tego najprawdopodobniej świadoma. Można z tego wywnioskować, że małżeństwo nie było bardzo szczęśliwe.
Do dworu Eugenii należeli Maria von Wagner, jako dama dworu, dwie pokojówki, klucznica, dwaj lokaje i woźnica.

### Pobożna dobrodziejka

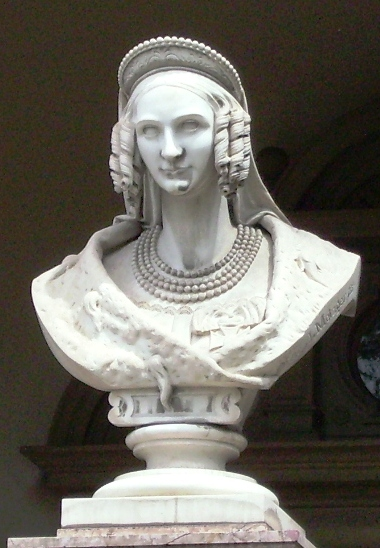
Popiersie Eugenii z dzisiejszego sądu rejonowego w Hechingen

Eugenia pozostawała bezdzietna i szukała pociechy w rosnącej pobożności. Dzień zaczynał i kończył się na modłach. Założyła dom starców i w 1839 r. dużą ochronkę dla dzieci w Hechingen - budowla z jej popiersiem jest obecnie sądem rejonowym. Została ona zbudowana dla tych dzieci, których rodzice z powodu aktywności w handlu, pracy w domu i na polu, nadzór, opiekę i wychowanie małych dzieci zaniedbują

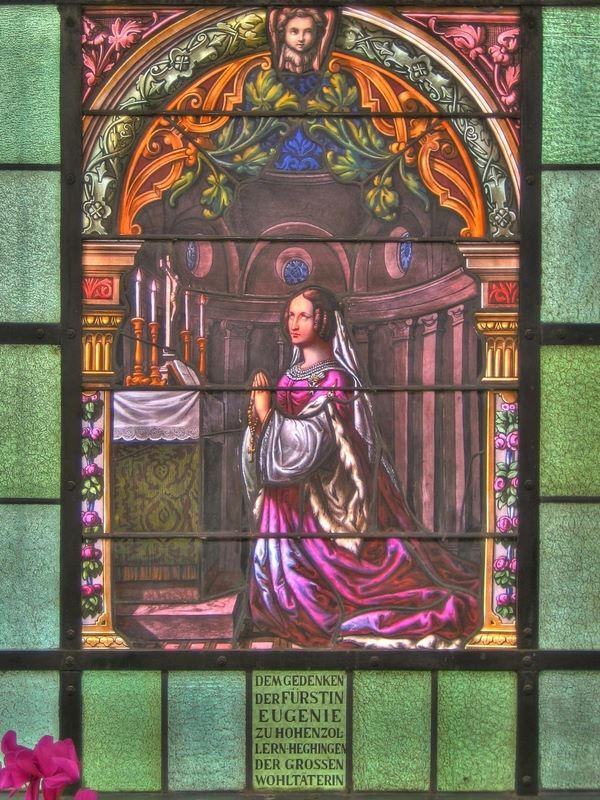
Pamiątkowy witraż w kolegiacie Hechingen

Eugenia troszczyła się z oddaniem przez 10 lat o swojego chorego teścia księcia Fryderyka, który nie został wyleczony z ran wojennych i zmarł w 1838 r. na zamku Lindich. Razem ze swym mężem w każdy Wielki Czwartek Eugenia umywała nogi dwunastu starym i zniedołężniałym poddanym. Następnie zapraszała ich na Posiłek apostolski w domku bilardowym ogrodzie książęcym, gdzie po modlitwie podawano dorsza z kapustą.
Eugenia zachorowała na gruźlicę. Od 1842 pogłębiały się objawy choroby. Po wzięciu udziału w chrzcie swego kuzyna Ludwika do lata 1845 nie wstawała z łóżka w zamku Ismaning i mogła dopiero we wrześniu wrócić do Hechingen. Zimą 1846 przeprowadziła się do tak zwanej kuchni dworskiej bezpośrednio za willą Eugenia, bo tu można było lepiej nagrzać. Lekarze leczyli ją dziwacznymi metodami, jak inhalacje ze świeżych krowich odchodów i palenie kadzidełek na jej piersiach. Ze względu na ryzyko zakażenia, widywała się z mężem tylko rzadko i na odległość. Latem 1847 r. pojechała na leczenie do Badenweiler. W drodze powrotnej zmarła w Hotelu Post w Freudenstadt 1 września 1847 r.
Eugenia została pochowana w krypcie pod głównym ołtarzem w kolegiacie w Hechingen. Jej serce, które na życzenie jej matki przechowywane było w urnie w kaplicy pałacu Leuchtenberg, od 1952 znajduje się w niszy przy prawym wejściu na chór kolegiaty w Hechingen. W swoim testamencie przekazała Eugenia znaczną część majątku, wynoszącego 850 000 guldenów na cele dobroczynne. Z tego dla swoich kochanych mieszkańców Hechingen przeznaczyła na cele socjalne 273 000 guldenów.